# Autochloris lutea
Autochloris lutea är en fjärilsart som beskrevs av William James Kaye 1919. Autochloris lutea ingår i släktet Autochloris och familjen björnspinnare. Inga underarter finns listade i Catalogue of Life.